# 죄수복
죄수복(罪囚服)은 구치소와 교도소에 수감된 죄수들이 그곳에서 착용하는 옷이다. 수의(囚衣)라고도 한다. 구치소와 교도소에 수감된 죄수들을 교도관과 일반인(면회객 및 방문객)들과 구분하고 탈옥과 자살 및 자해를 어렵게 하기 위하여 착용하는 의류이다. 구치소와 교도소에 수감된 죄수들 이외에도 강제 수용소에 수감된 수감자와 포로 수용소에 수감된 포로들도 죄수복을 착용한다.

## 죄수복의 특징
- 미결수와 기결수의 죄수복 색이 다른데 대한민국의 경우 미결수는 연갈색, 기결수는 파란색이다. 이유인 즉 미결수의 경우 '무혐의' 판결을 받으면 범죄자가 아니기 때문이다.
- 호주머니가 없는데 죄수들이 탈옥과 자살 및 자해 등을 하는 데 사용하는 도구를 지니기 어렵게 하기 위해서이다.
- 고유번호가 있는데 죄수를 다른 죄수들과 구분하기 위해 부여하여 크게 다쳤을때나 외모가 유사한 죄수들이 있을 때 신원확인을 용이하게 한다.
- 남녀공용으로 여자 죄수들이 착용하는 치마가 없는데 남자 교도관이나 남자 죄수들이 치마 죄수복을 착용한 여자 죄수를 보고 범하는 불상사를 방지하기 위해서이다.

## 판례
1999년 5월 27일, 대한민국의 헌법재판소는 미결수용자가 수의를 입고 재판을 받게 하는 것에 관하여 "수감중 수사나 재판을 받기 위해 시설 밖으로 나오는 경우 미결수용자에게 사복이 아닌 재소자 의류를 입게 한 구치소장의 행위는 무죄 추정의 원칙에 반하고 미결수의 인격권, 행복추구권, 공정한 재판을 받을 권리를 침해한 것으로 위헌이다. "라고 판시하였다.

## 같이 보기
- 교도관
- 구금
- 강압복
- 맨발